# Frédéric Bataille
Pour les articles homonymes, voir Bataille (homonymie).
Frédéric Bataille, né le 17 juillet 1850 à Mandeure (Doubs), et mort le 29 avril 1946 à Besançon, est un poète et fabuliste comtois, enseignant et mycologue.

## Biographie

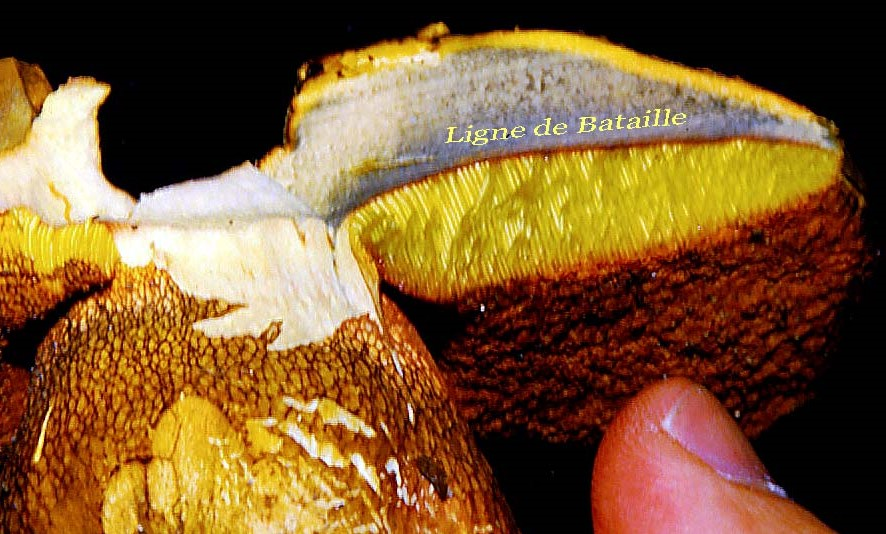
Bolet blafard (Boletus luridus) montrant la ligne de Bataille, qui était d'abord masquée à la coupe par le bleuissement.

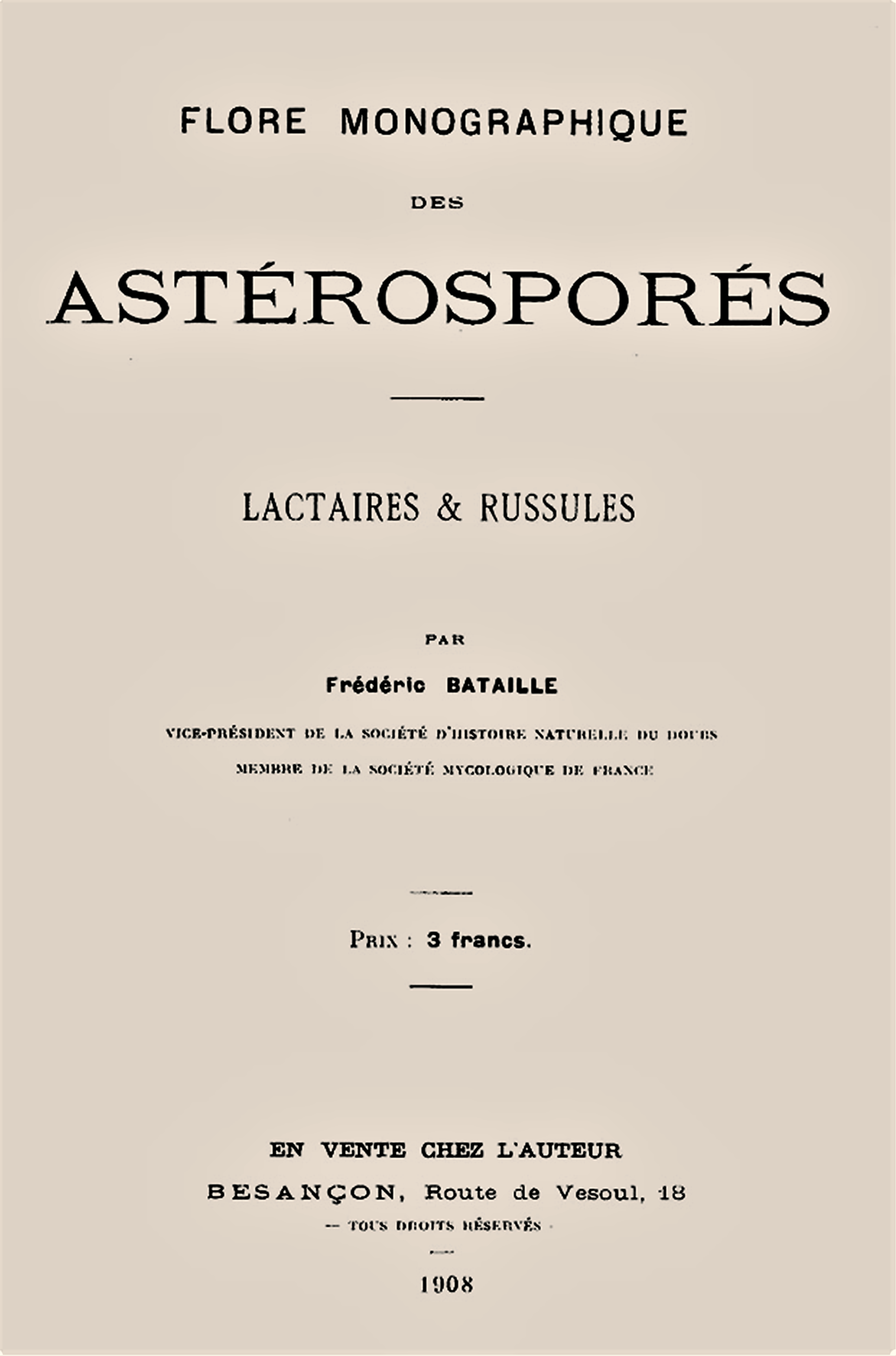
Bataille - Flore monographique des Astérosporés

Il est issu d'une famille de paysans protestants. Formé au métier d'instituteur à l'École modèle de Montbéliard, il occupe plusieurs postes dans la région entre 1870 et 1884. Malgré ses qualités pédagogiques, il déplaît aux parents d'élèves, car libre penseur et républicain. Il est admis à la Société des gens de lettres en 1881, puis nommé professeur au lycée Michelet à Vanves en 1884. Il se mêle peu aux cercles littéraires de la capitale qu'il trouve superficiels.
Il se lance alors dans la mycologie, parcourant les bois à la recherche de champignons qu'il étudie et cuisine. Entré à la Société mycologique de France en 1899, il se révèle mycologue exceptionnel et assidu, rédigeant plus de quarante mémoires dans le bulletin de la SMF et quelques autres dans le Bulletin de la Société d'Histoire naturelle du Doubs.
Il est fait officier de l'Instruction publique et chevalier de la Légion d'honneur.
Il prend sa retraite en 1905 et s'installe à Besançon. Il acquiert une certaine renommée et accède à la vice-présidence de la Société mycologique de France. Il obtient un prix de l'Académie des sciences pour ses contributions mycologiques. Il consacre alors presque tout son temps à l'étude des champignons de la région.
À partir de 1925, il se concentre sur l'étude des spores, mais surtout sur les réactions macrochimiques chez les champignons : cuticule du chapeau, revêtement du stipe, chair, dont les résultats ne furent publiés qu'en 1948, soit deux ans après sa mort :
- Quelques réactions chimico-fongiques, titre peu explicite qui fut modifié par le comité de lecture de la S.M.F. en "Réactions macrochimiques chez les champignons". Cette œuvre apparaît très en avance sur son temps[1] et mériterait une révision et mise à jour, comme l'a tenté René-Charles Azéma en 1986 pour les Cortinaires[2].

Frédéric Bataille reste bien connu des apprentis mycologues par ses découvertes pratiques de réactions chimiques à l'appui de l'identification des champignons sur le terrain, et notamment une caractéristique à laquelle il a laissé son nom, la "ligne de Bataille" : une ligne rouge apparaissant (souvent mais pas toujours) à la coupe entre la chair bleuissante et les tubes jaunes du bolet blafard (Suillellus luridus). On dit que ce caractère n'est pas très net au sud de la Loire.
En conclusion, on peut citer Georges Becker : « Frédéric Bataille était un homme d'une intégrité et d'une conscience extraordinaires. Sa connaissance des champignons était presque illimitée. Il a laissé derrière lui des monographies sur les Hygrophores, les Bolets et les Cortinaires, qui sont devenues classiques. Son influence orale a été immense sur tous ceux qui l'ont connu. Son seul défaut, si c'en est un, fut un excès de vénération pour Quélet, qui l'empêcha peut-être d'oser exprimer les idées originales qui lui venaient en foule. Cet excès de modestie est une chose bien rare dans l'histoire des sciences ».

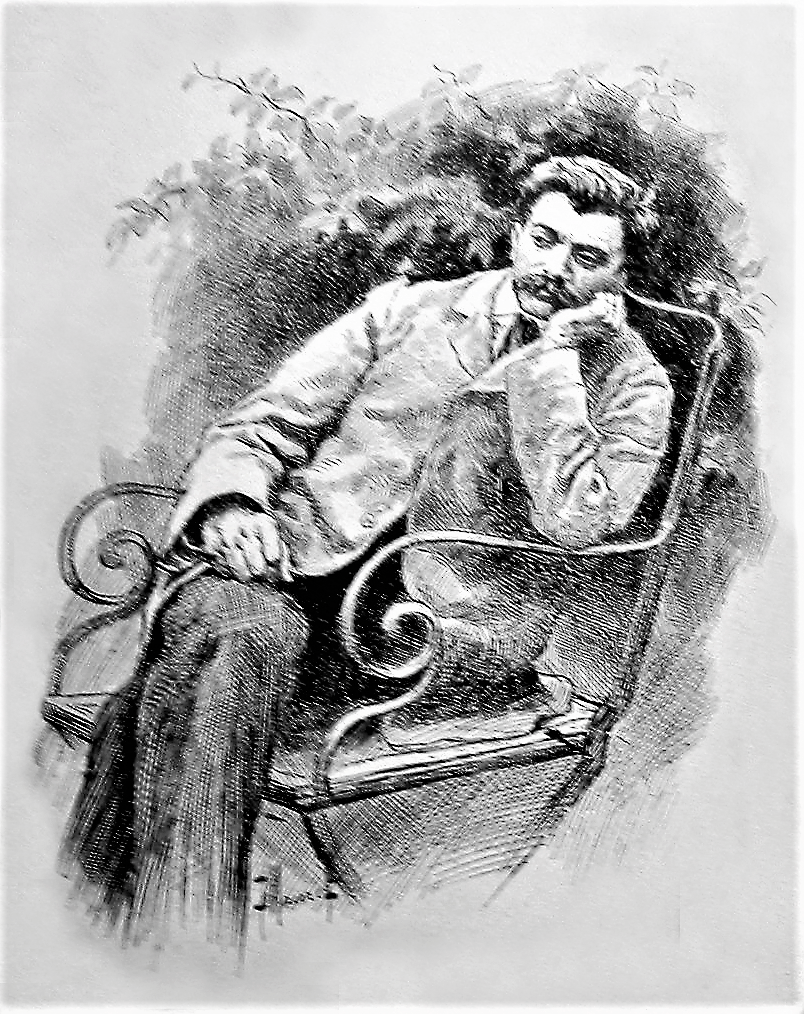
Frédéric Bataille

## Œuvres poétiques
Parmi ses œuvres poétiques, on compte : Délassements (1873), Le Pinson de la mansarde (1875), Le Carquois (1880), Le Clavier d'Or (1884), Poèmes du soir (1889), Choix de poésies (1893), Nouvelles poésies (1900), Les trois foyers : famille, école, patrie (1905), Pages d'automne (1911). Il publie en outre dans des revues.
Il a également contribué à la pédagogie sous la forme d'articles de revues et de manuels scolaires sur la lecture et la langue française comme l'Anthologie de l’enfance.

## Œuvres mycologiques
il a publié ou participé à plus de cinquante ouvrages mycologiques, notamment avec Lucien Quélet, parmi lesquels :
- Monographie sur les Amanites et Lépiotes (1902), Bull. Soc. mycol. Fr. XIX
- Monographie sur les Tricholomes blancs (1903), id.
- Monographie des Astérosporés (Lactaires et Russules), 1908, loc. cit. XXIV., suivi d'un travail sur les Bolets.
- En 1906, il dessine un tableau mural et plusieurs articles sur Pholiota aegerita (1902), Amanita verna, Tricholoma cnista, Pleurotus dryinus, Russula cyanoxantha, R. depallens, R. amoena, clusii, amoenicolor (1908) ;
- 1909 - Flore monographique des hygrophores : Extrait des 'Mémoires de la Société d'émulation du Doubs', 8e série. T. IV, : Besançon, 1910, 65p. ;
- 1910 - Flore analytique des inocybes d'Europe ; 'Bulletin de la Société d'histoire naturelle du Doubs', no 18, Besançon, 27 p. ;
- 1911 - Flore analytique des morilles et des helvelles, 44 p. ;
- 1911 - Flore monographique des Cortinaires d'Europe, S.H.N. du Doubs 22 ;
- 1919 - Flore monographique des Marasmes d'Europe, Bull. Soc. mycol. Fr. 1919, 35 ;
- 1921 [1922] - Flore analytique et descriptive des Tubéroïdées de l'Europe et de l'Afrique du Nord, Bull. Soc. mycol. Fr. 1921, 37 (4) : 155-207 ;
- 1923 - Flore monographique des Hyménogastracées d'Europe, Bull. Soc. mycol. Fr. 1919, 37 (4); Descriptions sommaires et clés  -  sans grand intérêt. (trop ancien) ;
- 1923 - Flore monographique des Hydnes terrestres, Bull. Soc. mycol. Fr. 1923, 39 ;
- 1936 - Monographie des Exoascacées d'Europe, Bull. Soc. mycol. Fr.  – Annales de la Société linnéenne de Lyon, de la Société botanique de Lyon, Société d’anthropologie et de biologie de Lyon réunies 79 : 121-134 ;

1948 - Les réactions macrochimiques chez les champignons, suivies d’indications sur la morphologie des spores. Suppl. Tome 63, Bull. Soc. Mycol. France, 172 p. (Réimpression 1969, Bibliotheca Mycologica, Band 25, J. Cramer, Lehre).

## Pour approfondir